# Победит

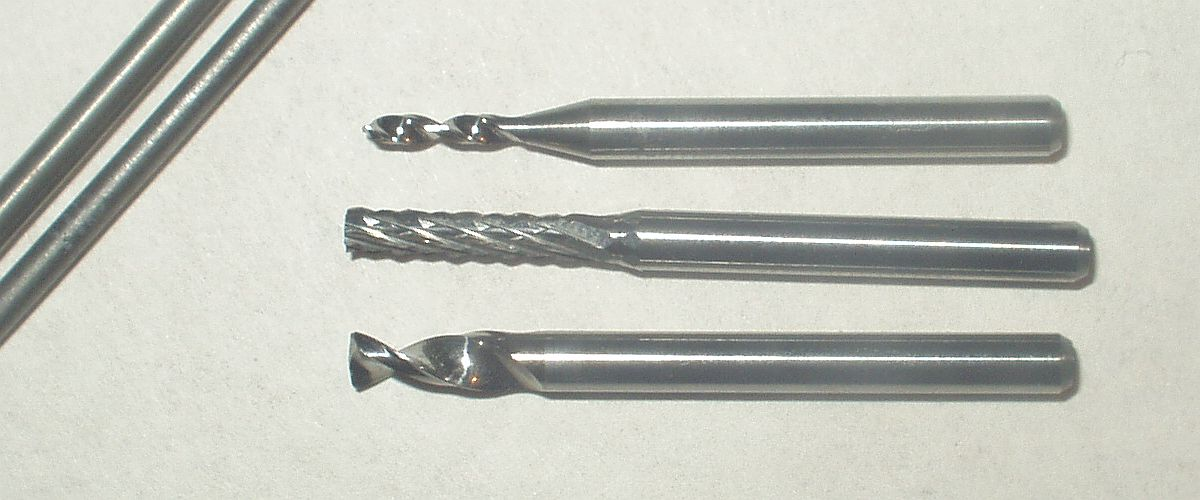
Инструменты из победита (сверху вниз): Сверло и концевые фрезы

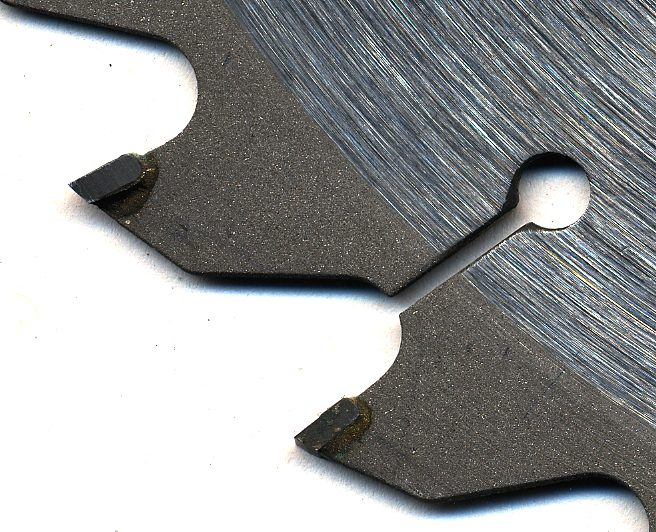
Победитовые зубья на круглой пиле

Победи́т — обобщённое название в СССР твёрдых сплавов ВК4, ВК6, ВК8, ВК10, Т15К6, состоящих на 90 % из карбида вольфрама в качестве твёрдой фазы, 10 % кобальта в качестве связующей фазы и небольшого количества углерода. Обладая высокой твёрдостью (80—90 по шкале Роквелла (шкала А, HRA)), применяются при изготовлении различного режущего инструмента — как в виде напайных и вставных пластин различной формы, так и цельного твердосплавного инструмента.
Инструмент на основе спечённого карбида вольфрама начали использовать в середине 1920-х годов в Германии. В СССР победит впервые был изготовлен в 1929 г.
При создании используется метод порошковой металлургии: мелкодисперсные порошки карбида вольфрама и связующего кобальта перемешиваются и затем прессуются в соответствующих формах. Спрессованные изделия спекаются при температуре, близкой к температуре плавления связующего металла.